# Krankenhaus Tirschenreuth
Das Krankenhaus Tirschenreuth ist seit 2025 eine geriatrische Klinik mit Operationszentrum und Notfallambulanz in öffentlicher Trägerschaft in der bayerischen Kreisstadt Tirschenreuth. Es gehört zum Verbund der Kliniken Nordoberpfalz und ist mit 70 (geplanten) Betten das größte Krankenhaus im Landkreis Tirschenreuth. Bis 2024 war es ein Akutkrankenhaus  mit Rund-um-die-Uhr-Notfallversorgung und Notaufnahme.

## Geschichte
Die Geschichte des Krankenhauses reicht bis zum Anfang des 19. Jahrhunderts zurück. Für die Errichtung eines Krankenhauses verkaufte die Stadt das Armenhaus und steuerte den Erlös sowie das Bauholz zum Bau des Krankenhauses bei. Die restlichen Kosten wurde von den Gemeinden des Landgerichtsbezirks, mit Ausnahme von Bärnau, getragen. Der Baubeginn erfolgte im Jahr 1816.
Die Einweihung des Distrikt-Krankenhauses im Gebäude in der Mühlbühlstraße, in dem sich heute die Johann-Andreas-Schmeller-Mittelschule befindet, folgte am 13. Dezember 1819. Die Leitung wurde 1855 den barmherzigen Schwestern übertragen.
1863 wurde die Kapazität des Hauses durch einen Aufnahmestopp für Arme und die daraus resultierende Steigerung der Aufnahmekapazität vergrößert. Noch vor dem Ersten Weltkrieg machte der Bevölkerungszuwachs eine Erweiterung des Krankenhauses nötig. Das Gebäude wurde um ein Stockwerk aufgestockt und verfügte nun über Ärztezimmer, ein Labor, Schwestern- und Wirtschaftsräume, eine Männerabteilung mit Röntgen- und Bestrahlungsraum, eine Frauenabteilung, ein Verbandszimmer, eine Sterilisationsanlage, einen OP-Saal und eine Hauskapelle.
Wegen der weiteren raschen Zunahme der Bevölkerung während und nach dem Zweiten Weltkrieg gelangte das Krankenhaus der Stadt mit 45 Betten an seine Kapazitäten. Am 7. August 1951 beschloss der Kreisrat den Neubau des Kreiskrankenhauses in der St.-Peter-Straße. Mit dem Bau wurde im April 1952 begonnen und bereits im Dezember 1953 folgte die Inbetriebnahme des neuen Gebäudes mit nun 140 Betten.
1964 wurde das Krankenhaus erweitert und 1975 wurde eine Berufsfachschule für Krankenpflege eingerichtet.
In den Jahren 1998 bis 2003 erfolgte eine Gesamtsanierung des Gebäudes.
Eine wirtschaftliche Schieflage des Krankenhauses Anfang der 2020er Jahre führte 2024/2025 zur Schließung als Allgemeinkrankenhaus und zur Umwandlung in eine geriatrische Klinik.

## Struktur
Das Krankenhaus ist als Plankrankenhaus in den bayerischen Krankenhausplan aufgenommen. Es gehört zum Klinikverbund der Kliniken Nordoberpfalz AG, dem auch das Klinikum Weiden, das Krankenhaus Neustadt, das Krankenhaus Vohenstrauß, das Krankenhaus Kemnath, das Krankenhaus Waldsassen und die Steinwaldklinik Erbendorf angehören.

## Fachgebiete
Das Krankenhaus Tirschenreuth verfügte bis 2024 über folgende Fachgebiete:
- Allgemeinchirurgie
- Klinik für spezielle Chirurgie und Endoprothetik
- Innere Medizin/Gastroenterologie
- Anästhesie/Intensivmedizin
- Nierenzentrum
- Neurologie
- Gynäkologie/Geburtshilfe
- Unfallchirurgie
- Hals-Nasen-Ohren-Heilkunde
- Urologie
- Innere Medizin/Kardiologie